# Genocyber
«Генокибер» (яп. ジェノサイバー Дзэносаиба:) — манга, созданная Тони Такэдзаки, изданная в 1992 году в журнале Comic Nova, но оставшаяся незавершённой. Теглайн: The Beauty Devil from the Psychic World («Дьявольская красота из мира душ»). В 1994 году вышла пятисерийная OVA-адаптация. История повествует о двух сёстрах — Элейн и Диане, которые стали генетическим материалом для создания абсолютного биологического оружия в целях достижения алчной корпорации «Курю» мирового господства. Мощная энергия Генокибера была названа ваджрой. Но эксперимент в итоге обернулся проклятием для всего человечества, грозя ему истреблением. Аниме отличается высоким уровнем жестокости, крови, насилия и смертей.

## Сюжет
В то время как манга остановилась на одном томе, аниме разделено на три части: Birth of Genocyber, Confrontation! Vajranoid и The Legend of Arc de Grande, которые являются совершенно разными.
Первая серия начинается в Гонконге в начале XXI века. Страны-члены ООН создают объединённую армию. В депрессивном, грязном и многолюдном городе проводятся эксперименты над людьми под эгидой транснациональной корпорации Курю. 14 лет назад Нгуен Морган разрабатывал супероружие, что могло привести к нарушению равновесия в мире. Однако институт был разрушен неизвестным взрывом, профессор с женой погибли, прототип и все данные исчезли. 5 лет спустя его помощник, доктор Кеннет Рид, в НИИ Курю использует духовную силу и психическую энергию  человека для создания новой формы жизни — Генокибера. Двумя основными подопытными являются сёстры-близнецы: Диана, которая находится в здравом уме, но без рук и ног; Элейн, обладающая сильным психокинезом, но животным разумом. Первая волочит жалкое существование как лабораторная крыса отца, а Элейн сбегает и знакомится с уличным мальчишкой, подвергающимся насилию со стороны местной шпаны. Полиция от информатора располагала сведениями, что Элейн — дочь Тани Морган. Диане в экзоскелете приказывают вернуть сестру, неспособную контролировать свою силу. На неё также организована охота киборгов из компании, поймавших «Ромео и Джульетту» в метро. Элейн заставляет преследователя уничтожить себя, внедряя кошмарные образы в его ум (жуки залезают в голову и сжирают мозг). Парня берут в заложники и потом убивают. Диана намеревается уничтожить Элейн, в итоге их духовные сущности соединяются. Раздаётся взрыв, появляется Генокибер, превращающий Гонконг в руины и разрывающий на части двух киборгов-наёмников, последний из которых сбивает пассажирский самолёт. В конце Элейн является душа друга, он прощается и говорит, что они больше не смогут играть вместе. Генокибер видит труп мальчика и в ярости взрывает город до основания.
В следующей части, во второй серии, действие перемещается на десятилетие в ближневосточную республику Караин, где идут боевые действия, и вертолёты убивают группу детей на берегу. Элейн в механическом теле превращается в Генокибера и уничтожает нападавших. Эта земля с трёх сторон окружена пустыней с намагниченными песками, только четвёртая граничит с заливом. В японской штаб-квартире Курю узнают, что корабли ООН засекли таинственное супероружие, которое гораздо мощнее современных истребителей F-30. Для решения проблемы из Японии вышел авианосец США «Александрия», на борту которого находились учёные из корпорации, а также летательный аппарат, управляемый искусственным интеллектом Ваджраноидом. Его создатель Сакомидзу одержим стремлением превзойти исследования Моргана. Элейн ошибочно принята ООН за беженку и доставлена наблюдательным самолётом на корабль. Медик Мира называет девочку Лаурой в память дочери, погибшей на авиалайнере в первой серии. Ваджраноид расценивает Элейн как угрозу и вступает в схватку с Генокибером. В третьей серии экипаж обвиняет Сакомидзу в инциденте. Но он нашёл часть оторванной руки Генокибера и запустил новую ваджру, вышедшую из-под контроля. Бог ответил на его вопросы. Чудовище присосалось к ядерному реактору. В результате вся команда была поглощена, и авианосец стал живым монстром. Выжили только Мира и Элейн. Генокибер отправляется к реактору и взрывает корабль вместе с адской тварью. Миру спасает караинский вертолёт, позже пилоты с ужасом обнаруживают, что их страна опустошена. То же самое случилось с Гонконгом. Генокибер поднимается в небо, расправляет крылья и улетает. Обезумевшая Мира кричит, чтобы Лаура вернулась.
Последняя часть (четвёртая и пятая серии) рассказывает, что Земля превратилась в пепелище после вековой борьбы Курю с Генокибером. Нью-Йорк и Сидней уничтожены, базы в Европе, Восточной Азии, на Ближнем Востоке полностью стёрты. На орбитальной станции престарелый президент компании обещает любой ценой устранить угрозу.
2400 год. Оставшиеся люди живут в городе «процветания и прогресса» — Арк де Гранд (Великий Ковчег), которым правит полицейский режим во главе с безжалостным мэром. Порядку мешают бунтовщики, полиции приказано «раздавить муравьёв». Расстрелы стали обычным явлением. Подпольная секта верит в пробуждение Бога и начало Судного дня. Пророчество гласит, что адский огонь за 7 дней поглотит город вместе с грешниками. И только праведники сумеют избежать божьего гнева. Рю и Мел прибывают на поезде и хотят собрать деньги на операцию по восстановлению зрения девушки. Парень согласился работать на бандитов и развлекать богачей — метать ножи по мишеням, включая живые. Сбегая от полиции, они с Мел попадают на нижний уровень и оказываются в секте. Под землей находилась могила старой цивилизации с разрушенными зданиями, линиями метро и бесчисленными останками мертвецов — напоминание об ужасных вещах прошлого. Генокибер спал под городом, Диана уговорила Элейн прекратить использовать силу и уйти. Лидер секты называет Мел посланником Бога. Диана обращается к Мел «Старшая сестра». Выясняется, что она беременна.
Рю задержан полицейскими, которые сдают его главарю банды для смертельного допроса. Власти узнают, что подземная церковь и есть база мятежников. Карательные отряды нападают на сектантов, убивая всех, включая Мел и окружающих её детей. Тем временем наверху идёт парад в честь 50-летия со дня основания города. Жителей приветствует мэр Гримсон Роквелл. Душа Мел хочет запустить Генокибера. Диана умоляет Элейн больше не превращаться, потому что «нашей силе нет места в этом мире», или проснётся чудовище. Мел желает, чтобы город был уничтожен. Последняя печать сломана. Красный Генокибер пробуждается с душами Троицы, гораздо больше и сильнее. Монстр бёрёт машину с мэром и бросает прямо в дом. Всех гражданских испепеляет огонь. Военные пытаются остановить адскую сущность во имя получения «элитного вида на жительство». Ничего не помогает, все солдаты сгорают. Город взлетает на воздух. Генокибер в полёте воскрешает Мел и Рю и отпускает их падать, возвращаясь к своей ранней форме. Затем летит в космос и атакует орбитальную станцию, защита которой оказывается бесполезной. Генокибер видит повторяющуюся трансляцию Гэнъитиро Курю, приказывающего «уничтожить цель». Диана и Элейн решают заморозить себя вместе со станцией, которая падает с орбиты и взрывается при входе в атмосферу.
Последняя сцена показывает прозревшую Мел и Рю, лежащего без сознания в руинах города. Мел слышит голос Дианы: «Старшая сестра», видит застывшего Генокибера, откуда доносится плач ребёнка.

## Роли озвучивали
| Актёр            | Роль                            |
| ---------------- | ------------------------------- |
| Акико Хирамацу   | Элейн и Диана Рид               |
| Каору Симамура   | Рэт                             |
| Кадзуюки Согабэ  | Гримсон Роквелл                 |
| Кодзи Цудзитани  | Рю                              |
| Кумико Нисихара  | Мел                             |
| Масако Кацуки    | Мира                            |
| Сэидзо Като      | Кеннет Рид                      |
| Сигэру Тиба      | Реднек                          |
| Тосихико Сэки    | Сакомидзу                       |
| Эми Синохара     | Амати                           |
| Киёюки Янада     | менеджер ночного клуба          |
| Косэй Яги        | капеллан                        |
| Масаси Эбара     | капитан авианосца «Александрия» |
| Масаюки Оморо    | старший помощник                |
| Мицуаки Хосино   | Нгуен Морган                    |
| Норио Вакамото   | Вакаяма                         |
| Томоми Нисимура  | Джим Келли                      |
| Ватару Такаги    | Эллис                           |
| Тосихару Сакураи | Кацу                            |
| Тосиюки Морикава | Слай                            |
| Рокуро Ная       | Дейви                           |
| Рюдзабуро Отомо  | Учитель                         |
| Синобу Адати     | Рокко                           |
| Такко Исимори    | министр обороны                 |
| Тамио Оки        | Гэнъитиро Курю                  |

## Список серий
| # | Название                             | Дата выхода  |
| - | ------------------------------------ | ------------ |
| 1 | A new lifeform                       | 24 мая 1994  |
| 2 | Vajranoid attack                     | 22 июня 1994 |
| 3 | Global war!                          | 22 июня 1994 |
| 4 | The Legend of Arc de Grande. Act One | 21 июля 1994 |
| 5 | The Legend of Arc de Grande. Act Two | 21 июля 1994 |

## Музыка
Original Soundtrack I
| №   | Название                                 | Длительность |
| --- | ---------------------------------------- | ------------ |
| 1.  | «Fairy Dreamin' (Vocal)»                 | 3:45         |
| 2.  | «Vajra ~Wind From The Virtual World~»    | 5:05         |
| 3.  | «Psycho Shock»                           | 3:15         |
| 4.  | «Twins ~Elaine And Diana~»               | 3:40         |
| 5.  | «Encounter»                              | 4:15         |
| 6.  | «Tragedy»                                | 3:50         |
| 7.  | «Assault»                                | 4:09         |
| 8.  | «Awakening»                              | 3:22         |
| 9.  | «Fusion»                                 | 5:11         |
| 10. | «Genocide»                               | 4:24         |
| 11. | «Genocyber»                              | 4:40         |
| 12. | «Instead Of Standing Here Alone (Vocal)» | 4:42         |

Original Soundtrack II
| №   | Название                                            | Длительность |
| --- | --------------------------------------------------- | ------------ |
| 1.  | «Alexandria»                                        | 5:05         |
| 2.  | «Vajranoid»                                         | 3:17         |
| 3.  | «Ark De Grande City»                                | 5:42         |
| 4.  | «Illusion ~Ryuu and Meru~»                          | 2:22         |
| 5.  | «Banquet»                                           | 1:38         |
| 6.  | «Confrontation»                                     | 2:41         |
| 7.  | «Myth»                                              | 2:52         |
| 8.  | «Because I'm Coming To See You (Vocal)»             | 4:36         |
| 9.  | «Instead Of Standing Here Alone (Original Karaoke)» | 4:43         |
| 10. | «Fairy Dreamin' (Original Karaoke)»                 | 3:35         |

Первый диск вышел 21 мая 1994 года, накануне показа на видеокассетах.
Завершающая композиция:
1. «Fairy Dreamin'», в исполнении WIZ·KISS (Саюри Симидзу)
2. «Instead Of Standing Here Alone», в исполнении WIZ·KISS, музыка и слова — Саюри Симидзу, аранжировка — Кадзунори Асидзава.

## Выпуск на видео
Genocyber впервые вышел на 3 VHS и 5 LaserDisc в 1994 году. В США в 1995 году лицензию приобрела Central Park Media, которая продавала видеокассеты под лейблом U.S. Manga Corps. В 2000 году появились DVD Genocyber: The Collection, на обложке было написано «От режиссёра MD Geist». Формат — 1,33:1 (4:3), звук — Dolby Digital 2.0. На одном диске разместились все 5 серий. Видео полноэкранное, кадры показываются быстро, не всегда можно понять, что происходит. Ввиду того, что много ультранасилия, здесь  достаточно взрывов, огня и крови, поэтому красный цвет преобладает. Во второй половине OVA картина чище. Визуально это даже близко не похоже на современное аниме. Отвлекают царапины и пятна на плёнке. В целом звук разочаровал, объёма нет. Японская дорожка определённо записана на более низком уровне, английская оказалась лучше и яснее. Субтитры были плохими. От этого диска ожидали большего и получили намного меньше. На просмотр уходит почти 3 часа, и это точно не для новичков. Дополнительные материалы включали информацию об актёрах, трейлеры U.S. Manga, но без Genocyber. Для DVD-ROM предлагались раскадровки, галерея изображений и эскизы персонажей.
В Японии Bandai Channel и Amazon Prime Video выложили видео в платный доступ. Discotek Media объявила о планах издать американский Blu-ray в 2021 году, но это качество стандартной чёткости, а не ремастер.

## Отзывы и критика
Клементс и Маккарти в энциклопедии назвали Genocyber бессвязной мешаниной апокалипсиса демонов «Уроцукидодзи. Легенда о сверхдемоне» и психического оружия «Акиры» вместе с техноболтовнёй об энергии ци и силе ваджры, а также вопиющим воровством из «Робокопа» и «Чужих». Помимо военных экспериментов над детьми, аниме ещё и заимствует поздние главы манги «Акира», в которых биомеханический Тэцуо захватил американский авианосец. Хотя есть несколько хороших идей (наука, основанная на индуистском мифе и демоническая машина, похожая на молящегося священника), Genocyber слишком далёк от хорошего. Делу не помогают английские диалоги вроде «Ты тупой, безграмотный кусок дерьма», что является вольным переводом оригинала. Идея ожесточённого соперничества единокровных сестёр с божественными способностями имеет большой потенциал, но OVA мало развивает это. С потрясающе ужасными боями и невероятно кровавыми всплесками насилия Genocyber выступает как Guyver: The Bioboosted Armor с девушками, пытаясь безуспешно использовать многое из того, что было позже реализовано в «Макросс Плюс». Применяются компьютерная графика и отвратительные кадры расчленения. Фотографии используются вместо иллюстраций, чтобы сэкономить бюджет, поэтому Элейн — телепат, и киборг не разговаривает. Две последние серии были выпущены на видеокассете в США и Японии, но не вышли в Великобритании. В постапокалиптическом мире новая религия поклоняется Генокиберу как богу и молится за его возвращение, которое происходит с предсказуемо кровавым финалом.
Джастин Севакис в разделе Buried Treasure на Anime News Network сразу заметил, что многие ненавидят Genocyber. Обычно на то есть веские причины. Режиссёр Коити Охата снял почти повсеместно высмеянный MD Geist, малобюджетный, грязный и адски кровавый. Это было глубоко цинично по отношению к человечеству и сочувствовало тяжёлому положению одного персонажа. Намёк на то, что должно произойти, исходил из ранней карьеры сценариста Нобору «Сё» Аикавы («Уроцукидодзи. Легенда о сверхдемоне», Violence Jack: Evil Town, Angel Cop). Ни у одной из девушек нет будущего, обе уже знают, что корпорация убьёт их. Но Диана слишком обижена свободой Элейн. Сёстры, безвозвратно утратившие человечность и брошенные умирать обществом, стали чем-то большим, превратившись в монстра, божество ненависти и горечи, которое всё исправит. Genocyber выглядит устрашающе, как будто незавершённая часть человечества, в глубоком одиночестве, жаждущая общения и контактов, оставлена в чашке Петри, чтобы размножаться и разлагаться. Саундтрек весьма своеобразен; несмотря на то, что он устарел по сегодняшним меркам, его основная тема одновременно волнует и ужасает. Английский дубляж для первых трёх серий осуществлён Manga Entertainment, их практика наполнения диалогов ненужной руганью здесь на удивление эффективна. Актриса озвучивания Дианы намного лучше, чем японская сэйю. К сожалению, есть проблемы в последних двух сериях из-за некачественного дубляжа Audioworks Producers Group (Manga UK не участвовала). Genocyber также нарушает неписаное правило: никогда не показывать тяжелораненых или убитых детей. Садистское ликование происходит во второй серии: Элейн играет с детьми на острове, прилетают военные, и пулемёты разрывают юных друзей на куски в замедленной съёмке. В 13 лет Севакис убедил своих строгих родителей игнорировать наклейку с возрастным ограничением. Его «девственные глаза не были готовы к этому». Потрясённый тем, что OVA дали такой же рейтинг, как Project A-Ko и другим «лёгким» выпускам, он написал неприятное письмо в Central Park Media, заявляя о моральной ответственности перед зрителями. Джон О'Доннелл из компании был достаточно любезен, предложил вернуть товар и прислал плакат Project A-Ko, мило намекая «заткнись, малыш». Тем не менее, Севакис посмотрел до конца, и это стало частью его жизни, он проходил тест Роршаха и обнаружил свой Генокибер, но не сказал психологу о проблемах сериала. По его словам, нужно уметь ценить гнев, своего рода нигилизм и страх, которые наполняют и заражают душу. Это аниме-эквивалент Мэрилина Мэнсона не для всех. Если бы все могли наслаждаться этим, будет ещё страшнее, чем сейчас.
После знакомства с Genocyber кошмары могли сниться целую неделю, как будто от адаптации «Извне». Согласно The Anime Review, если бы кинокритики Роджер Эберт и Ричард Ропер посмотрели это аниме, то они бы оставили резко отрицательные отзывы. Но сериал не является абсолютно провальным — первой серии стоит отдать должное. По мнению обозревателя Otaku USA, Genocyber — одно из тех слов, что вызывают яркое впечатление о начале 1990-х годов: ультранасилие, киберпанк, технонуар, мясорубка. Эта тьма имеет исторический контекст. Чтобы понять данный период, нужно вспомнить 1994 год. Распространялся Интернет, начиналась глобализация, в музыке доминировал гранж, Public Enemy и хардкор-хип-хоп также были на переднем крае. Японская популярная культура на западе ещё не являлась мейнстримом. В то время разрабатывались 16-битные игры для SNES и Genesis. Они, как и комиксы, аниме и манга, были относительно экзотичными по сравнению с современными. Крайности горячо приветствовались фанатским сообществом. Для отаку, которым нравился Genocyber, ужас выражал их собственные опасения по поводу внешнего мира как места настоящего насилия, шока и страха. Но им также пришлась по душе идея человеческого тела как податливой и уязвимой марионетки. В первой серии можно увидеть влияние «Нечто» и слэшеров, о которых писали журналы Film Threat и Fangoria. Уже была стандартная комбинация ужасов и научной фантастики («Чужой», «Чужие среди нас», «Акира», «Тэцуо — железный человек»). Монстр летит на огненных крыльях подобно Кинг Гидоре.
THEM Anime дал 1 звезду из 5 и указал, что это одна из самых отвратительных жестоких вещей, когда-либо увиденных. Рецензенту от просмотра стало плохо. В начале 2-й серии вертолёты расстреливают детей из четырёхствольных пулемётов, такое полностью отталкивает от сериала, настолько заполненного насилием, что любое сообщение, которое он пытается передать, тонет в крови. OVA получила рейтинг R и не предназначается для развлечения, как и «Лики смерти». Для начала, на всех наплевать: либо они умирают (даже ужаснее, чем в MD Geist), либо сходят с ума, как Генокибер или медик ВМС США в третьей серии. Сюжет вообще не выстроен логически, события происходят спонтанно, и достаточно чепухи о ваджре и Дхарме. Анимация не кажется хорошей — просто много крови, кишок и соуса барбекю, с примесью взрывов и смертей случайных людей. Если причина, из-за которой действует Генокибер — отомстить за боль и страдания, тогда зачем убивать так много невинных? Диана и Элейн как дети не вызывают абсолютно никакой симпатии, потому что они превратились в зверя с первобытными эмоциями. Нехорошо так оскорбительно говорить о человечестве, но, на самом деле, все являются или жестокими, или пушечным мясом, и ничем иным. Единственное, что хоть немного здесь прилично — это саундтрек. Если и существует посыл, то месть — ужасный способ прожить свою жизнь, нужно ли заходить так далеко? Раздражает, что в сериале, по крайней мере, в начале, действительно есть потенциал для чего-то хорошего. К сожалению, после первой серии создатель Коити Охата отбрасывает всякую видимость сюжета и развития персонажей в пользу грубости, как на соревновании, кто раньше порвёт всех на части. Факт, что Genocyber даже не пытается искупить вину — карикатура. Разрушающее невинность, ужасное, превосходящее значительную часть хентая, рубящее и омерзительное произведение искусства, которое унижает японскую анимацию.
Anime-Planet рекомендует также OVA M.D. Geist II: Death Force и сериал «Эльфийская песнь». GameSpot включил Genocyber в список 11 возмутительных аниме, которые заставят Devilman: Crybaby заработать деньги. Comic Book Resources составил рейтинг 10 очень жестоких аниме 1980-х и 1990-х годов, которые нужно посмотреть — Genocyber оказался на первом месте.